# Paraphialocephala himalayana
Paraphialocephala himalayana är en svampart som beskrevs av Budathoki 1997. Paraphialocephala himalayana ingår i släktet Paraphialocephala, divisionen sporsäcksvampar och riket svampar.   Inga underarter finns listade i Catalogue of Life.